# Ukrainska Pravda
 (mars 2022).
Si vous disposez d'ouvrages ou d'articles de référence ou si vous connaissez des sites web de qualité traitant du thème abordé ici, merci de compléter l'article en donnant les références utiles à sa vérifiabilité et en les liant à la section « Notes et références ».

Titre stylisé du journal.

Ukrainska Pravda (en ukrainien : Українська правда (Oukraïnska pravda), littéralement « Vérité ukrainienne ») est un journal en ligne ukrainien fondé par Gueorgui Gongadzé le 16 avril 2000. Publié principalement en ukrainien, en russe et en anglais, le journal cible un lectorat général avec un accent mis sur les questions politiques en Ukraine.

## Historique
Le site est créé le 16 avril 2000, le jour du référendum constitutionnel ukrainien renforçant les pouvoirs du président et instituant une chambre haute, voté à 85,9 % pour et 14,1 % contre). Son fondateur est Gueorgui Gongadzé .
Le 24 septembre 2013, le site change temporairement de nom pour Європейська правда (Ievropeïska pravda, « Vérité européenne ») en signe de soutien aux manifestants de l'Euromaïdan.
Le 24 janvier 2014, lors de la révolution de la Dignité, le site enregistre 1,6 million de visites, devenant le quotidien ukrainien en ligne le plus consulté.

## Ligne éditoriale
Le média critique la politique du gouvernement de Viktor Ianoukovytch, mais aussi la politique russe et ses relais d'influence en Ukraine. Il adopte des positions europhiles. 

## Rédaction
- Fondateur : Gueorgui Gongadzé
- Rédacteur en chef : Sevgil Musayeva[1]
- Vice-rédacteur en chef : Sergiy Leščenko

## Autres projets
- Economichna Pravda (littéralement « Vérité économique ») – publications sur l'économie et la finance
- Champion.com.ua – publications liées au sport
- Ukrayinska Pravda.Kyiv – actualités locales et articles sur la ville de Kiev
- Ukrayinska Pravda.Zhyttia (littéralement « Vie ») – magazine social
- Istorychna Pravda – articles liés à l'histoire de l'Ukraine